# Kurt Scheibner
Kurt Scheibner (* 18. März 1926 in Freystadt; † 8. April 2018) war ein deutscher Leichtathletiktrainer. Er war von 1963 bis 1972 Bundestrainer für Kugelstoßen und Diskuswurf.

## Leben
Scheibner studierte in den 1950er Jahren an der Deutschen Hochschule für Körperkultur (DHfK) in Leipzig. Als aktiver Leichtathlet wurde er als Läufer von Empor Leipzig-Lindenau im Jahr 1953 Dritter der DDR-Meisterschaften über die 1500-Meter-Strecke. Er war in der Deutschen Demokratischen Republik Trainer von Manfred Grieser, der unter Scheibner Ende der 1950er Jahre in die Weltspitze vorstieß. 1959 siedelte Scheibner in die Bundesrepublik Deutschland über. Er wurde als Hochschullehrer am Institut für Sport und Sportwissenschaft der Albert-Ludwigs-Universität Freiburg tätig. Zu seinen ersten Schützlingen in der BRD gehörte Kugelstoßerin Sigrun Grabert. Graberts späterer Ehemann Hansjörg Kofink erlernte bei Scheibner die Trainertätigkeit.
Zum 1. Oktober 1963 wurde Scheibner beim Deutschen Leichtathletik-Verband (DLV) Bundestrainer für die Disziplinen Kugelstoßen und Diskuswurf. Zu den Athleten, die er betreute gehörten Jens Reimers, Hein-Direck Neu, Dirk Wippermann, Klaus-Peter Henning, Alwin Wagner, Ferdinand Schladen und Josef Klik. Nachdem die bundesdeutschen Diskuswerfer bei den Olympischen Sommerspielen 1972 in München die Erwartungen des Verbandes nicht erfüllt hatten, kam es am Jahresende 72 zur Trennung zwischen Scheibner und dem DLV.